# Liste der Baudenkmäler in Röthenbach an der Pegnitz
Auf dieser Seite sind die Baudenkmäler in der mittelfränkischen Stadt Röthenbach an der Pegnitz zusammengestellt. Diese Tabelle ist eine Teilliste der Liste der Baudenkmäler in Bayern. Grundlage ist die Bayerische Denkmalliste, die auf Basis des Bayerischen Denkmalschutzgesetzes vom 1. Oktober 1973 erstmals erstellt wurde und seither durch das Bayerische Landesamt für Denkmalpflege geführt wird. Die folgenden Angaben ersetzen nicht die rechtsverbindliche Auskunft der Denkmalschutzbehörde.
 Diese Liste gibt den Fortschreibungsstand vom 18. Mai 2019 wieder und enthält 27 Baudenkmäler.

## Ensembles

### Ensemble Arbeitersiedlung I

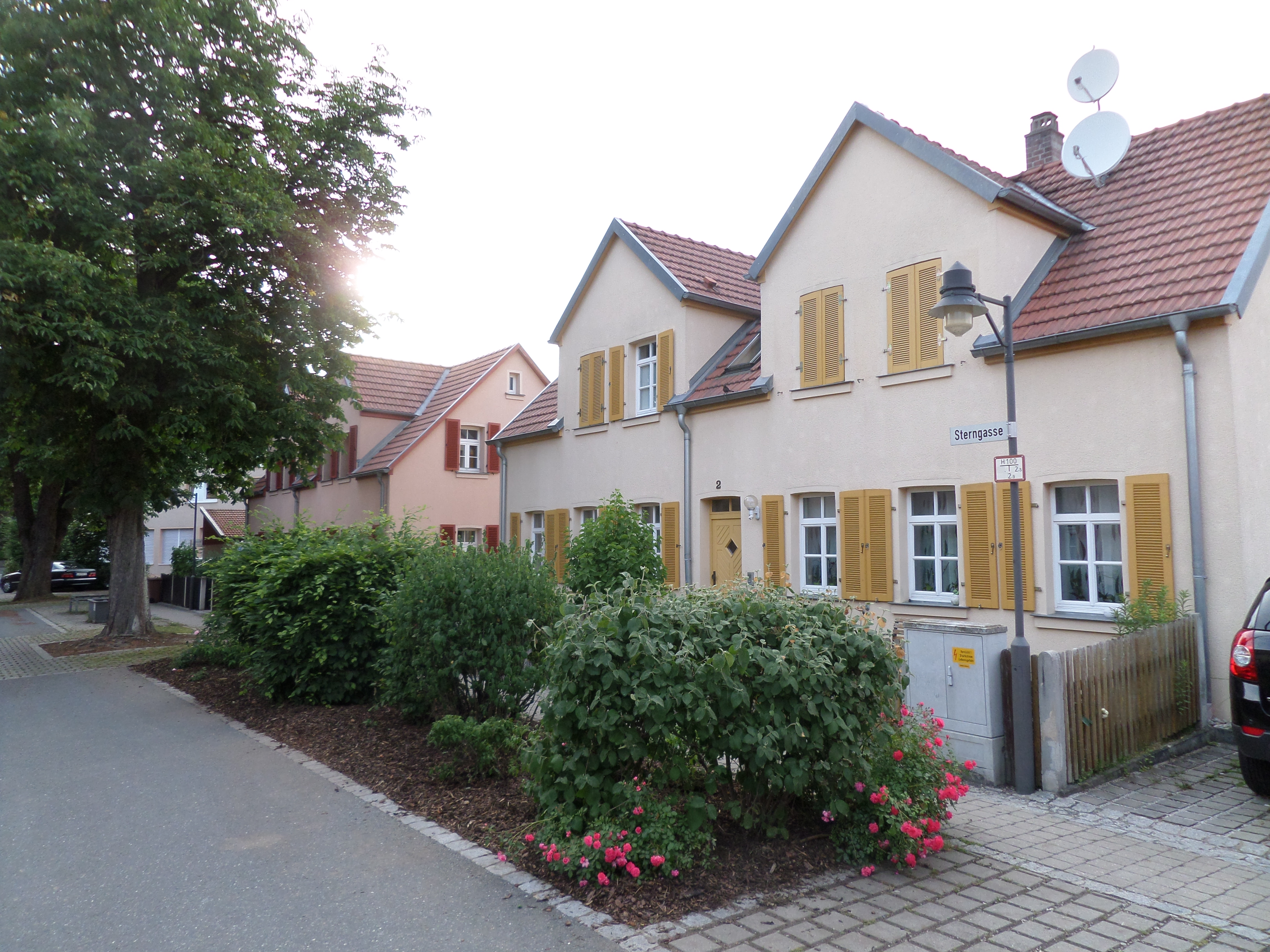

Die Arbeitersiedlung I ist die etwas ältere und kleinere der von der Firma Conradty angelegten Siedlungen in Röthenbach an der Pegnitz. Diese waren notwendig geworden, da durch den Aufschwung der seit 1880 im Ort ansässigen Fabrik zahlreiche Arbeiter in das kleine Dorf strömten, für die und ihre Familien kein Wohnraum vorhanden war.
Die Siedlung besteht aus kleinen, um 1900 errichteten, erdgeschossigen Doppelhäusern, deren Eingangsseite durch Zwerchhäuser betont ist, und zugehörigen Nebengebäuden. Die Häuser waren ursprünglich in Sichtziegelmauerwerk errichtet, wobei die sozial höherstehenden Bauten durch Gliederungselemente in Sandstein ausgezeichnet wurden; den Putz erhielten sie in den 1950er-Jahren. Dieser damals „modernen“ und weitverbreiteten Bauweise widerspricht der dörfliche Charakter der Siedlung, der durch die ehemaligen Gassen, die Vorgärten und die Bäume hervorgerufen wird. Charakteristisch ist also die Vereinigung von „dörflicher“ Ansiedlung von Arbeitern in einer gesunden und grünen Umgebung mit der hierzu in Kontrast stehenden bloßen Bedarfsdeckung in der Art einer großstädtischen Industriesiedlung. Die Siedlung ist somit im Zusammenhang einer wegweisenden Entwicklung zur Gartenstadt zu würdigen, auch wenn sie den damals bereits anerkannten Anforderungen an Wohnungsausstattung noch nicht voll gerecht wird. Aktennummer: E-5-74-152-1.

### Ensemble Arbeitersiedlung II

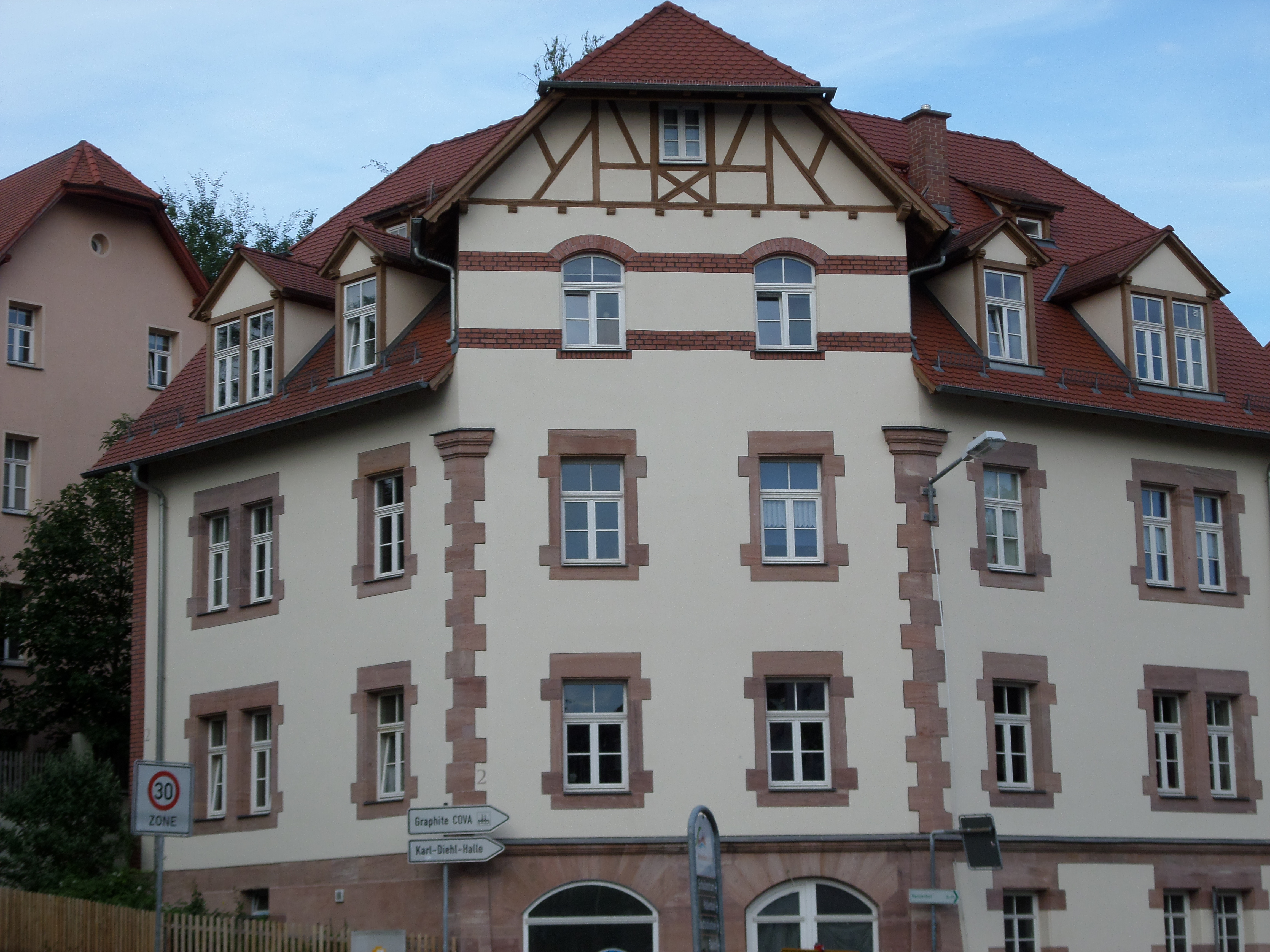

Hierbei handelt es sich um die größere, um 1900–1910 errichtete Siedlung, die zudem mit wichtigen Gemeinschaftseinrichtungen ausgestattet war; so ist heute noch das ehemalige Betriebskrankenhaus erhalten, ehedem gab es auch einen Betsaal. Welche Rolle die Firma Conradty für das Wachsen und Blühen der späteren Stadt (seit 1953) Röthenbach an der Pegnitz spielte, dokumentieren die von den Firmengründern gestifteten Großbauten, das 1902 vom Architekten Hans Fourné errichtete Rathaus und die neugotische Pfarrkirche, 1909/11 von Heinrich Hauberrisser. Diese Bauten bestimmen das Ortsbild, und nicht zufällig ergeben sich auch von der Arbeitersiedlung einprägsame Blickbeziehungen, wodurch die Rolle der Firma augenscheinlich bleibt. Die Wohnbauten entsprechen teilweise dem Typus der ersten Siedlung, teilweise sind sie aber größer und zeigen stilistische Einflüsse eines mehrmalerischen Heimatstiles des frühen 20. Jahrhunderts. Trotzdem erhielten sie keine fortschrittlichere Ausstattung, sie zeigen dieselben kleinen Nebengebäude für Lagerung und sanitäre Bedürfnisse. Erst 1959 erhielt ein Teil der Häuser Anbauten für Toiletten. Auch diese Häuser besitzen Vorgärten, darüber hinaus wurde ein bepflanzter Platzbereich angelegt. An den Grenzen, vor allem an der Rückersdorfer Straße, befinden sich zwei Häuser für gehobenere Ansprüche, die das soziale Gefälle zur Arbeitersiedlung deutlich machen. Die Randbebauung an der Grünthalstraße besteht aus mehrgeschossigen Mehrfamilienhäusern. Die Siedlung hat durch Abbrüche zwischen Luitpoldplatz und Karlstraße Störungen erfahren, die durch neue Großbauten noch verstärkt werden. Aktennummer: E-5-74-152-2.

## Baudenkmäler nach Gemeindeteilen

### Röthenbach
| Lage                                         | Objekt                                                      | Beschreibung | Akten-Nr.     | Bild           |
| -------------------------------------------- | ----------------------------------------------------------- | --- | ------------- | -------------- |
| Bahnhofstraße 1 (Standort)                   | Evangelisch-lutherische Pfarrkirche Heilig Kreuz            | Neugotische gewölbte Hallenkirche mit Querschiff, Turm mit Spitzhelm, 1909–11 von Heinrich Hauberrisser; mit Ausstattung Einfriedung: Pfeilergitterzaun, wohl um 1910 | D-5-74-152-1  | weitere Bilder |
| Friedrichsplatz 4 (Standort)                 | Gasthaus                                                    | Zweigeschossiger Satteldachbau, Erdgeschoss massiv, Obergeschoss und Giebel Fachwerk, bezeichnet „1730“ | D-5-74-152-2  | weitere Bilder |
| Friedrichsplatz 8 (Standort)                 | Wohnstallhaus                                               | Eingeschossiger Satteldachbau mit verputztem Fachwerkgiebel, 18. Jahrhundert | D-5-74-152-3  | weitere Bilder |
| Friedrichsplatz 21 (Standort)                | Rathaus                                                     | Repräsentativer, zweigeschossiger Sichtziegelbau mit Walmdach und Hausteingliederung, turmartiger Mittelrisalit mit Ecktürmchen und Dachreiter, späte Neurenaissance, von Hans Fourné, bezeichnet „1902“                                                                               | D-5-74-152-5  | weitere Bilder |
| Grünthalstraße 1 (Standort)                  | Sogenanntes Beamtenwohnhaus                                 | Dreigeschossiger Walmdachbau mit abwechslungsreich gestalteter Mauerwerkstechnik, Eckzwerchhaus mit Krüppelwalmdach und Fachwerk, von Hans Fourné, 1903; Teil des Ensembles Arbeitersiedlung II                                                                                        | D-5-74-152-29 | weitere Bilder |
| Grünthalstraße 3 (Standort)                  | Sogenanntes Beamtenwohnhaus                                 | Dreigeschossiger Walmdachbau mit Krüppelwalmdachzwerchhaus mit Zierfachwerk, abwechslungsreich gestaltete Mauerwerkstechnik, von Hans Fourné, 1903; Teil des Ensembles Arbeitersiedlung II                                                                                             | D-5-74-152-30 | weitere Bilder |
| Grünthalstraße 5 (Standort)                  | Sogenanntes Beamtenwohnhaus                                 | Dreigeschossiger Walmdachbau mit Eckzwerchhaus mit Krüppelwalmdach und Zierfachwerk, abwechslungsreich gestaltete Mauerwerkstechnik, von Hans Fourné, 1903; Teil des Ensembles Arbeitersiedlung II                                                                                     | D-5-74-152-31 | weitere Bilder |
| Konrad-Zimmermann-Straße 2 (Standort)        | Sogenanntes Beamtenwohnhaus                                 | Dreigeschossiger Eckbau mit Krüppelwalmdach und Eckzwerchhaus mit Zierfachwerk und Krüppelwalmdach, abwechslungsreich gestaltete Mauerwerkstechnik, von Hans Fourné, 1907; Teil des Ensembles Arbeitersiedlung II                                                                      | D-5-74-152-32 | weitere Bilder |
| Mühlgasse 1 (Standort)                       | Ehemaliges Arbeiterwohnhaus, heute Stadtmuseum Conradtyhaus | Eingeschossiges Doppelhaus mit Satteldach und Zwerchhäusern, verputzter Ziegelbau, 1894 | D-5-74-152-33 | weitere Bilder |
| Rückersdorfer Straße 10 (Standort)           | Mehrfamilienhaus, sogenanntes Laubenganghaus                | Zweigeschossiger Walmdachbau mit Lisenengliederung und Zwerchhaus mit Krüppelwalmdach, rückwärtige Laubengangerschließung, nach Planung von Hans Fourné, um 1900/1910; Gruppe mit dem gleichartigen Haus Rückersdorfer Straße 12; repräsentative Randbebauung der Arbeitersiedlung II  | D-5-74-152-26 | weitere Bilder |
| Rückersdorfer Straße 12 (Standort)           | Mehrfamilienhaus, sogenanntes Laubenganghaus                | Zweigeschossiger Walmdachbau mit Lisenengliederung und Zwerchhaus mit Krüppelwalmdach, rückwärtige Laubengangerschließung, nach Planung von Hans Fourné, um 1900/1910; Gruppe mit dem gleichartigen Haus Rückersdorfer Straße 10; repräsentative Randbebauung der Arbeitersiedlung II. | D-5-74-152-27 | weitere Bilder |
| Schlossgasse 4; Reuterbauernhof 2 (Standort) | Ehemaliger Herrensitz                                       | Zweigeschossiger, massiver, fast quadratischer Satteldachbau, Treppenturm mit Kegeldach, Fassadengliederung, 1695, anschließendes Rückgebäude Zugehörig eingeschossiges Taglöhnerhaus: erste Hälfte 18. Jahrhundert Hofmauer mit Portal: Sandstein, spätes 17./frühes 18. Jahrhundert  | D-5-74-152-8  | weitere Bilder |
| Reuterbauernhof 2 (Standort)                 | Wohnhaus                                                    | Eingeschossiger Steilsatteldachbau mit rückwärtigem Zwerchgiebel, 18. Jahrhundert | D-5-74-152-17 | BW             |

### Haimendorf
| Lage | Objekt                           | Beschreibung | Akten-Nr.     | Bild           |
| --- | -------------------------------- | --- | ------------- | -------------- |
| Am Wasserschloss 4 (Standort)                                                                            | Schloss, Herrensitz Fürerschloss | Dreigeschossiger, rechteckiger Sandsteinquaderbau, Satteldach mit Krüppelwalm, zwei eingebaute Ecktürme mit Spitzhelm, 1515 und 1564, bezeichnet „1565“; mit Ausstattung Um das Schloss geführter Innenwall: mit Mauer, Graben und Außenwall Treppenzugang zu ehemaliger Gartenterrasse Nebengebäude mit Fachwerkobergeschoss, 1863 über älterem Kern; an Mauer gelehnt | D-5-74-152-28 | weitere Bilder |
| Am Wasserschloss 8; Nähe Am Wasserschloss (Standort)                                                     | Voitenhaus                       | Dem Schloss vorgelagerter zweigeschossiger Sandsteinquaderbau, 18. Jahrhundert Anschließender ehemaliger Stallbau: Erdgeschoss Sandstein, Obergeschoss Fachwerk, bezeichnet „1881“ Gegenüber Scheune: Fachwerkbau, 18. Jahrhundert Backofen: 18. Jahrhundert Hofmauer mit Rundbogentor: 18. Jahrhundert, Zinnenbekrönung wohl 19. Jahrhundert                           | D-5-74-152-13 | weitere Bilder |
| Friedrich-von-Fürer-Straße 10 (Standort)                                                                 | Scheune                          | Stattlicher Fachwerkbau auf Werksteinsockel, bezeichnet „1753“ | D-5-74-152-11 | BW             |
| Friedrich-von-Fürer-Straße 17; Friedrich-von-Fürer-Straße 19; Nähe Friedrich-von-Fürer-Straße (Standort) | Wohnstallhaus                    | Eingeschossiger Sandsteinquaderbau mit Steilsatteldach, spätes 17./frühes 18. Jahrhundert Scheune: eingeschossiger Fachwerkbau mit Steilsatteldach, 18. Jahrhundert Nebengebäude: eingeschossiger, traufseitiger Massivbau mit Steilsatteldach und nördlichem Fachwerkgiebel, nach 1831                                                                                 | D-5-74-152-10 | weitere Bilder |
| Friedrich-von-Fürer-Straße 20; Ziegelhüttenweg 1 a (Standort)                                            | Wohnstallhaus                    | Eingeschossiger Sandsteinquaderbau mit Zwerchhaus, 19. Jahrhundert | D-5-74-152-9  | weitere Bilder |
| Nähe Am Wasserschloss (Standort)                                                                         | Torpfeiler                       | Vier Torpfosten aus Sandstein, bezeichnet „1730“, an einem auf den Vorhof des Schlosses zuführenden Weg | D-5-74-152-14 | weitere Bilder |

### Himmelgarten
| Lage                      | Objekt   | Beschreibung | Akten-Nr.     | Bild           |
| ------------------------- | -------- | --- | ------------- | -------------- |
| Himmelgarten 1 (Standort) | Gutshof  | Zweiflügelanlage, zweigeschossige Satteldachbauten mit verputztem Sandsteinerdgeschoss und Fachwerkobergeschoss, im Kern wohl 17. Jahrhundert, erweitert 18. Jahrhundert Verlängerungsbau: bezeichnet „1712“; mit Ausstattung | D-5-74-152-15 | weitere Bilder |
| Himmelgarten 2 (Standort) | Wohnhaus | Eingeschossiger traufseitiger Sandsteinquaderbau mit Steilsatteldach und breiter Fachwerkschleppgaube, 18. Jahrhundert Scheune: Sandsteinbau mit Satteldach, 19. Jahrhundert                                                  | D-5-74-152-16 | weitere Bilder |

### Moritzberg
| Lage                    | Objekt                                       | Beschreibung | Akten-Nr.     | Bild           |
| ----------------------- | -------------------------------------------- | --- | ------------- | -------------- |
| Moritzberg 1 (Standort) | Ehemaliges Bruderschaftshaus, jetzt Gasthaus | Eingeschossiger langgestreckter Satteldachbau, teils Fachwerk, quergestellt zweigeschossiger Walmdachbau mit Fachwerkobergeschoss, 17./18. Jahrhundert | D-5-74-152-19 | weitere Bilder |
| Moritzberg 2 (Standort) | Evangelisch-lutherische Kirche St. Moritz    | mittelalterliche Chorturmanlage, Langhaus mit Satteldach und Holz-Tonnenwölbung, massiver Rechteckturm mit Pyramidendach, errichtet 1419, Turm dendrochronologisch datiert 1475, Instandsetzungen 1590 und 1650, Erweiterung nach Westen 1707/08; mit Ausstattung | D-5-74-152-20 | weitere Bilder |

### Renzenhof
| Lage                                                 | Objekt                | Beschreibung | Akten-Nr.     | Bild           |
| ---------------------------------------------------- | --------------------- | --- | ------------- | -------------- |
| Hartmann-Schedel-Straße 1; Glockengasse 1 (Standort) | Ehemaliger Herrensitz | Turmartiger dreigeschossiger Bau mit Satteldach, bezeichnet „1784“, im Kern 16./17. Jahrhundert, reiches Portal Zwei Nebengebäude: ein-/zweigeschossige Sandsteinquaderbauten, 17./18. Jahrhundert | D-5-74-152-21 | weitere Bilder |

### Rockenbrunn
| Lage                     | Objekt     | Beschreibung | Akten-Nr.     | Bild           |
| ------------------------ | ---------- | --- | ------------- | -------------- |
| Rockenbrunn 1 (Standort) | Brunnenhof | Zweiflügeliges Wohn- und Wirtschaftsgebäude mit Fachwerkobergeschoss umschlossen mit Hofmauer, von Balustrade bekrönt, an der Ostseite mit drei rundbogigen Arkadennischen Brunnenhof: im Hof von Balustrade umgebenes Bassin, 17. Jahrhundert | D-5-74-152-24 | weitere Bilder |